# Papagomys
Papagomys är ett släkte av däggdjur. Papagomys ingår i familjen råttdjur. Dessa gnagare lever eller levde på ön Flores.
Uppgifter om utseende finns bara för arten som finns kvar på ön och det antas att den utdöda arten hade ett liknande utseende. Papagomys armandvillei når en kroppslängd (huvud och bål) av 41 till 45 cm och en svanslängd av 33 till 37 cm. Pälsen har på ovansidan en mörkbrun färg medan buken är ljusgrå. Förutom hår finns några taggar glest fördelad i pälsen. På svansen finns fjäll och några grova hår. Svansen bakre del kan vara ljusare brun eller vit.
Levnadssättet är föga känt. Troligen vistas Papagomys främst på marken. De borde liksom närbesläktade råttdjur äta frukter, blad, knopp och olika insekter. Individerna vistas i skogar och de når även öns bergstrakter.

## Systematik och status
Kladogram enligt Catalogue of Life och IUCN:
| Papagomys | \| \| Papagomys armandvillei (nära hotad) \| \| \| \| \| \| Papagomys theodorverhoeveni (utdöd) \| \| \| \| |
|           | \| \| Papagomys armandvillei (nära hotad) \| \| \| \| \| \| Papagomys theodorverhoeveni (utdöd) \| \| \| \| |
|           | Papagomys armandvillei (nära hotad)                                                                         |
|           | |
|           | Papagomys theodorverhoeveni (utdöd)                                                                         |
|           | |

Papagomys är nära släkt med vanliga råttor (Rattus) och släktet listas därför i Rattus-gruppen i underfamiljen Murinae.